# 双氢配合物

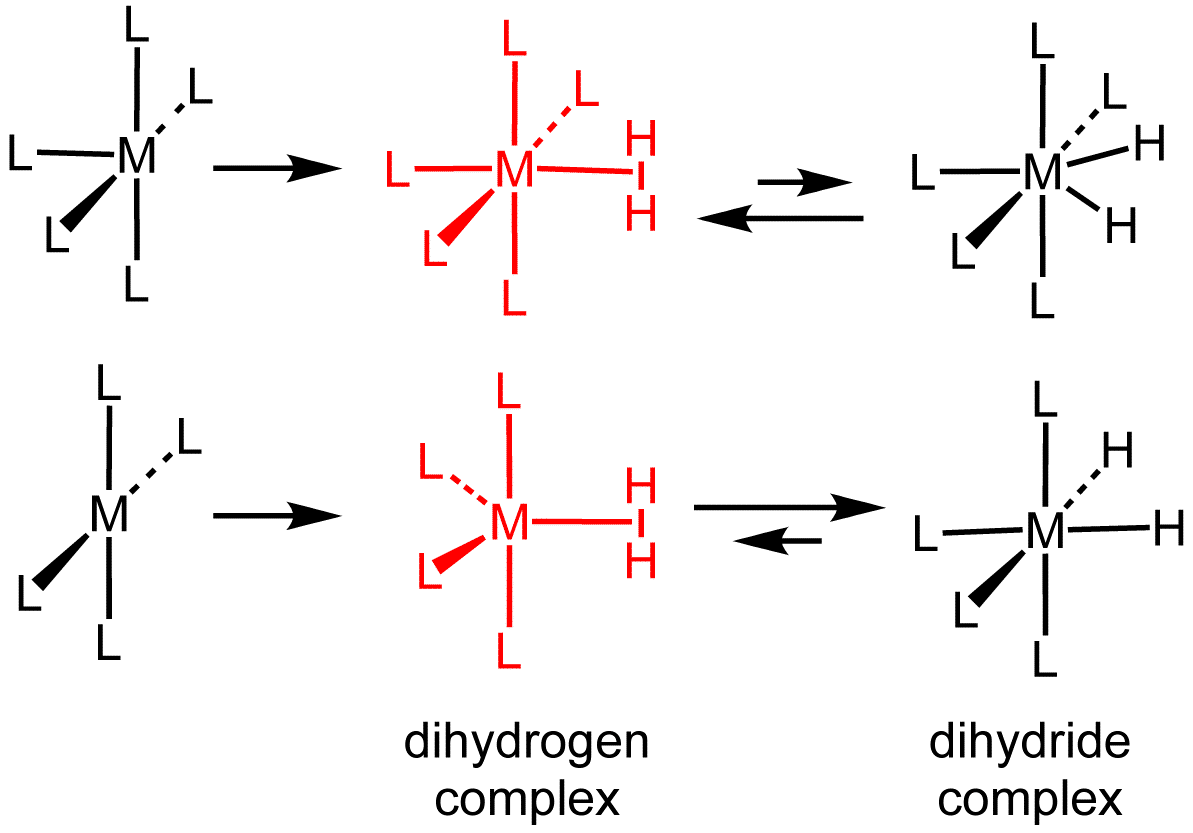
金属双氢配合物（中）和氢负离子配合物（右）的形成与平衡结构（L为配体）。

双氢配合物是包含完整氢分子作为配体的配位化合物。最典型的这类化合物是W(CO)3(PCy3)2(H2)。这类化合物的发现解释了金属元素催化的氢分子参与的化学反应。文献已经报道了数百个双氢配合物，大多数都是过渡金属的离子形成的八面体配合物。
络合以后，通过中子衍射发现H-H键的键长增加到81-82pm，相比自由的氢分子增加了约10%。一些有多个氢配体的配合物，也就是聚合型氢化物 (例如氢化铝)，也展现出更弱的H-H作用。科学家建议键长小于100pm意味着明显的双氢特征，而距离大于100pm更应该被认为是氢负离子配合物。

## 表征
更好地研究双氢配合物的方法是中子衍射。中子与氢原子产生强烈的相互作用，可以据此推断出它们在晶体中的位置。在一些情况下，双氢配合物可以用X射线晶体学来研究，但是大量存在的金属原子能够强烈散射X射线，影响了分析。核磁共振技术也被广泛使用。自旋耦合( spin-spin coupling)的度量JHD可以在HD配合物中显示氢和氘之间化学键的强度。例如，JHD在氘化氢中是43.2Hz，但在W(HD)(CO)3(PiPr3)2中是33.5Hz。典型的双氢配合物相比于对应的氢负离子配合物具有短几倍的1H自旋晶格（spin-lattice）。
三角形的MH2亚基有六个标准的吸收峰，其中一个具有明显的νH-H特征。在自由的氢分子中，这个很强的化学键在4300 cm-1处吸收，然而在双氢配合物中频率下降到大约2800 cm-1。

## 合成
两种合成方法涉及了与氢气的直接反应。第一种将H2分子附加到不饱和的中心金属原子上，即最早报道的W(CO)3(P-i-Pr3)2(H2)。在一些情况下，氢分子可以取代键合较弱的配体，在有利的环境下甚至可以取代卤原子：
LnMX  +  H2 →  [LnM(H2)]+ + X-
许多金属氢化物可以被质子化，产生双氢配合物：
LnM-H  +  H+  →  [LnM(H2)]+
这种情况下使用的酸的共轭碱通常是非配位阴离子。

## 扩展资料
1. Burdett, J. K.; O. Eisenstein, S. A. Jackson. . A. Dedieu (ed.)  (编). . Wiley-VCH. 1991-12-06: 149–184. ISBN 0471187682.
2. Burdett, Jeremy K.; John R. Phillips, Mohammad R. Pourian, Martyn Poliakoff, James J. Turner, Rita Upmacis. . Inorganic Chemistry. 1987, 26 (18): 3054–3063. doi:10.1021/ic00265a026.
3. Lyons, David; Geoffrey Wilkinson, Mark Thornton-Pett, Michael B. Hursthouse. . Journal of the Chemical Society, Dalton Transactions. 1984, (4): 695–700. doi:10.1039/DT9840000695.
4. Kubas, G. J.; R. R. Ryan. . Polyhedron. 1986, 5 (1-2): 473–485  [2009-05-02]. doi:10.1016/S0277-5387(00)84951-7.
5. Crabtree, Robert H.; Maryellen Lavin. . Journal of the Chemical Society, Chemical Communications. 1985, (23): 1661–1662. doi:10.1039/C39850001661.